# Arctosa minuta
Arctosa minuta är en spindelart som beskrevs av F. O. Pickard-Cambridge 1902. Arctosa minuta ingår i släktet Arctosa och familjen vargspindlar. Inga underarter finns listade i Catalogue of Life.